# Mark Knowles
Mark Knowles (* 4. září 1971 v Nassau, Bahamy) je profesionální tenista z Baham. Nejúspěšnější byl ve čtyřhře s kanadským partnerem Danielem Nestorem. Hrál také s Rennae Stubbs ve smíšené čtyřhře.
5. července 2006 se Knowles účastnil jedné z nejdelších her v historii Wimbledonu trvající 6 hodin a 9 minut.

## Finálová utkání na turnajích Grand Slamu ve čtyřhře

### Vítězství (3)
| Rok  | Turnaj          | Partner       | Soupeři ve finále              | Výsledek      |
| 2002 | Australian Open | Daniel Nestor | Michaël Llodra Fabrice Santoro | 7–6(4), 6–3   |
| 2004 | US Open         | Daniel Nestor | Leander Paes David Rikl        | 6–3, 6–3      |
| 2007 | French Open     | Daniel Nestor | Lukáš Dlouhý Pavel Vízner      | 2–6, 6–3, 6–4 |

### Porážky ve finále (8)
| Rok  | Turnaj              | Partner         | Vítězové                          | Výsledek           |
| 1995 | Australian Open     | Daniel Nestor   | Jared Palmer Richey Reneberg      | 6–3, 3–6, 6–3, 6–2 |
| 1998 | French Open         | Daniel Nestor   | Jacco Eltingh Paul Haarhuis       | 6–3, 3–6, 6–3      |
| 1998 | US Open             | Daniel Nestor   | Cyril Suk Sandon Stolle           | 4–6, 7–6, 6–2      |
| 2002 | French Open (2)     | Daniel Nestor   | Paul Haarhuis Jevgenij Kafelnikov | 7–5, 6–4           |
| 2002 | Wimbledon           | Daniel Nestor   | Jonas Björkman Todd Woodbridge    | 6–1, 6–2, 6–7, 7–5 |
| 2003 | Australian Open (2) | Daniel Nestor   | Michaël Llodra Fabrice Santoro    | 6–4, 3–6, 6–3      |
| 2009 | Australian Open (3) | Mahesh Bhupathi | Bob Bryan Mike Bryan              | 2–6, 7–5, 6–0      |
| 2009 | US Open (2)         | Mahesh Bhupathi | Lukáš Dlouhý Leander Paes         | 3–6, 6–3, 6–2      |

## Finálové účasti ve smíšené čtyřhře (2)

### Vítězství (1)
| Rok  | Turnaj    | Partnerka              | Soupeři ve finále          | Výsledek |
| 2009 | Wimbledon | Anna-Lena Grönefeldová | Cara Blacková Leander Paes | 7–5, 6–3 |

### Porážky ve finále (1)
| Rok  | Turnaj      | Partnerka       | Vítězové                  | Výsledek |
| 2002 | French Open | Jelena Bovinová | Cara Blacková Wayne Black | 6–3, 6–3 |

## Finálové účasti na turnajích ATP World Tour (96)

### Dvouhra - prohry (1)
| Č. | Datum        | Turnaj        | Povrch      | Vítěz             | Výsledek    |
| 1. | 4. únor 1996 | Šanghaj, Čína | koberec (h) | Andrej Olchovskij | 7-6(5), 6-2 |

### Čtyřhra - výhry (52)
| Legenda                                                        |
| Grand Slam (3)                                                 |
| Tennis Masters Cup / ATP World Tour Finals (1)                 |
| ATP Masters Series / ATP World Tour Masters 1000 (17)          |
| ATP International Series Gold / ATP World Tour 500 Series (11) |
| ATP International Series / ATP World Tour 250 Series (20)      |

| Tituly dle povrchu |
| Tvrdý (35)         |
| Antuka (11)        |
| Tráva (3)          |
| Koberec (3)        |

| Č.  | Datum             | Turnaj                     | Povrch      | Partner         | Soupeři ve finále                     | Výsledek            |
| 1.  | 1. srpen 1993     | Montreal, Kanada           | tvrdý       | Jim Courier     | Glenn Michibata David Pate            | 6-4, 7-6            |
| 2.  | 18. září 1994     | Bogotá, Kolumbie           | antuka      | Daniel Nestor   | Luke Jensen Murphy Jensen             | 6-4, 7-6            |
| 3.  | 16. duben 1995    | Tokio, Japonsko            | tvrdý       | Jonathan Stark  | John Fitzgerald Anders Järryd         | 6-3, 3-6, 7-6       |
| 4.  | 20. srpen 1995    | Indianapolis, USA          | tvrdý       | Daniel Nestor   | Scott Davis Todd Martin               | 6-4, 6-4            |
| 5.  | 7. leden 1996     | Dauhá, Katar               | tvrdý       | Daniel Nestor   | Jacco Eltingh Paul Haarhuis           | 7-6, 6-3            |
| 6.  | 4. únor 1996      | Šanghaj, Čína              | koberec (h) | Roger Smith     | Jim Grabb Michael Tebbutt             | 4-6, 6-2, 7-6       |
| 7.  | 25. únor 1996     | Memphis, USA               | tvrdý (h)   | Daniel Nestor   | Todd Woodbridge Mark Woodforde        | 6-4, 7-5            |
| 8.  | 12. květen 1996   | Hamburg, Německo           | antuka      | Daniel Nestor   | Guy Forget Jakob Hlasek               | 6-2, 6-4            |
| 9.  | 11. srpen 1996    | Cincinnati, USA            | tvrdý       | Daniel Nestor   | Sandon Stolle Cyril Suk               | 3-6, 6-3, 6-4       |
| 10. | 16. březen 1997   | Indian Wells, USA          | tvrdý       | Daniel Nestor   | Mark Philippoussis Patrick Rafter     | 7-6, 4-6, 7-5       |
| 11. | 18. květen 1997   | Řím, Itálie                | antuka      | Daniel Nestor   | Byron Black Alex O'Brien              | 6-3, 4-6, 7-5       |
| 12. | 16. srpen 1998    | Cincinnati, USA            | tvrdý       | Daniel Nestor   | Olivier Delaître Fabrice Santoro      | 6-1, 2-1, skreč     |
| 13. | 9. leden 2000     | Dauhá, Katar               | tvrdý       | Max Mirnyj      | Alex O'Brien Jared Palmer             | 6-3, 6-4            |
| 14. | 26. listopad 2000 | Stockholm, Švédsko         | tvrdý (h)   | Daniel Nestor   | Petr Pála Pavel Vízner                | 6-3, 6-2            |
| 15. | 7. leden 2001     | Dauhá, Katar               | tvrdý       | Daniel Nestor   | Juan Balcells Andrej Olchovskij       | 6-3, 6-1            |
| 16. | 4. březen 2001    | San José, USA              | tvrdý (h)   | Brian MacPhie   | Jan-Michael Gambill Jonathan Stark    | 6-3, 7-6(4)         |
| 17. | 19. srpen 2001    | Indianapolis, USA          | tvrdý       | Brian MacPhie   | Mahesh Bhupathi Sébastien Lareau      | 7-6(5), 5-7, 6-4    |
| 18. | 27. leden 2002    | Australian Open, Austrálie | tvrdý       | Daniel Nestor   | Michaël Llodra Fabrice Santoro        | 7-6(4), 6-3         |
| 19. | 3. březen 2002    | Dubaj, SAE                 | tvrdý       | Daniel Nestor   | Joshua Eagle Sandon Stolle            | 3-6, 6-3, 13-11     |
| 20. | 17. březen 2002   | Indian Wells, USA          | tvrdý       | Daniel Nestor   | Roger Federer Max Mirnyj              | 6-4, 6-4            |
| 21. | 31. březen 2002   | Miami, USA                 | tvrdý       | Daniel Nestor   | Donald Johnson Jared Palmer           | 6-3, 3-6, 6-1       |
| 22. | 23. červen 2002   | Nottingham, Anglie         | tráva       | Mike Bryan      | Donald Johnson Jared Palmer           | 0-6, 7-6(3), 6-4    |
| 23. | 18. srpen 2002    | Indianapolis, USA          | tvrdý       | Daniel Nestor   | Mahesh Bhupathi Max Mirnyj            | 7-6(4), 6-7(5), 6-4 |
| 24. | 20. říjen 2002    | Madrid, Španělsko          | tvrdý (h)   | Daniel Nestor   | Mahesh Bhupathi Max Mirnyj            | 6-3, 7-5, 6-0       |
| 25. | 23. únor 2003     | Memphis, USA               | tvrdý (h)   | Daniel Nestor   | Bob Bryan Mike Bryan                  | 6-2, 7-6(3)         |
| 26. | 2. březen 2003    | Acapulco, Mexiko           | antuka      | Daniel Nestor   | David Ferrer Fernando Vicente         | 6-3, 6-3            |
| 27. | 27. duben 2003    | Houston, USA               | antuka      | Daniel Nestor   | Jan-Michael Gambill Graydon Oliver    | 6-4, 6-3            |
| 28. | 18. květen 2003   | Hamburg, Německo           | antuka      | Daniel Nestor   | Mahesh Bhupathi Max Mirnyj            | 6-4, 7-6(10)        |
| 29. | 15. červen 2003   | Queen's Club, Anglie       | tráva       | Daniel Nestor   | Mahesh Bhupathi Max Mirnyj            | 5-7, 6-4, 7-6(3)    |
| 30. | 26. říjen 2003    | Basilej, Švýcarsko         | koberec (h) | Daniel Nestor   | Lucas Arnold Ker Mariano Hood         | 6-4, 6-2            |
| 31. | 29. únor 2004     | Marseille, Francie         | tvrdý (h)   | Daniel Nestor   | Martin Damm Cyril Suk                 | 7-5, 6-3            |
| 32. | 2. květen 2004    | Barcelona, Španělsko       | antuka      | Daniel Nestor   | Mariano Hood Sebastián Prieto         | 4-6, 6-3, 6-4       |
| 33. | 8. srpen 2004     | Cincinnati, USA            | tvrdý       | Daniel Nestor   | Jonas Björkman Todd Woodbridge        | 6-2, 3-6, 6-3       |
| 34. | 12. září 2004     | US Open, USA               | tvrdý       | Daniel Nestor   | Leander Paes David Rikl               | 6-3, 6-3            |
| 35. | 24. říjen 2004    | Madrid, Španělsko          | tvrdý (h)   | Daniel Nestor   | Bob Bryan Mike Bryan                  | 6-3, 6-4            |
| 36. | 20. březen 2005   | Indian Wells, USA          | tvrdý       | Daniel Nestor   | Wayne Arthurs Paul Hanley             | 7-6(6), 7-6(2)      |
| 37. | 24. duben 2005    | Houston, USA               | antuka      | Daniel Nestor   | Martín García Luis Horna              | 6-3, 6-4            |
| 38. | 16. říjen 2005    | Vídeň, Rakousko            | tvrdý (h)   | Daniel Nestor   | Jonathan Erlich Andy Ram              | 5-3, 5-4(2)         |
| 39. | 23. říjen 2005    | Madrid, Španělsko          | tvrdý (h)   | Daniel Nestor   | Leander Paes Nenad Zimonjić           | 3-6, 6-3, 6-2       |
| 40. | 5. únor 2006      | Delray Beach, USA          | tvrdý       | Daniel Nestor   | Chris Haggard Wesley Moodie           | 6-2, 6-3            |
| 41. | 19. březen 2006   | Indian Wells, USA          | tvrdý       | Daniel Nestor   | Bob Bryan Mike Bryan                  | 6-4, 6-4            |
| 42. | 30. duben 2006    | Barcelona, Španělsko       | antuka      | Daniel Nestor   | Mariusz Fyrstenberg Marcin Matkowski  | 6-2, 6-7(4), 10-5   |
| 43. | 14. květen 2006   | Řím, Itálie                | antuka      | Daniel Nestor   | Jonathan Erlich Andy Ram              | 6-4, 5-7, 13-11     |
| 44. | 29. říjen 2006    | Basilej, Švýcarsko         | koberec (h) | Daniel Nestor   | Mariusz Fyrstenberg Marcin Matkowski  | 4-6, 6-4, 10-8      |
| 45. | 9. červen 2007    | French Open, Francie       | antuka      | Daniel Nestor   | Pavel Vízner Lukáš Dlouhý             | 2-6, 6-3, 6-4       |
| 46. | 17. červen 2007   | Queen's Club, Anglie       | tráva       | Daniel Nestor   | Bob Bryan Mike Bryan                  | 7-6(4), 7-5         |
| 47. | 18. listopad 2007 | Šanghaj, Čína              | tvrdý (h)   | Daniel Nestor   | Simon Aspelin Julian Knowle           | 6-2, 6-3            |
| 48. | 2. březen 2008    | Memphis, USA               | tvrdý (h)   | Mahesh Bhupathi | Sanchai Ratiwatana Sonchat Ratiwatana | 7-6(5), 6-2         |
| 49. | 8. březen 2008    | Dubaj, SAE                 | tvrdý       | Mahesh Bhupathi | Martin Damm Pavel Vízner              | 7-5, 7-6(7)         |
| 50. | 26. říjen 2008    | Basilej, Švýcarsko         | tvrdý (h)   | Mahesh Bhupathi | Christopher Kas Philipp Kohlschreiber | 6-3, 6-3            |
| 51. | 26. říjen 2009    | Memphis, USA               | tvrdý (h)   | Mardy Fish      | Travis Parrott Filip Polášek          | 7-6(7), 6-1         |
| 52. | 16. srpen 2009    | Montreal, Kanada           | tvrdý       | Mahesh Bhupathi | Max Mirnyj Andy Ram                   | 6-4, 6-3            |

### Čtyřhra - prohry (43)
| Legenda                                                       |
| Grand Slam (8)                                                |
| Tennis Masters Cup / ATP World Tour Finals (2)                |
| ATP Masters Series / ATP World Tour Masters 1000 (11)         |
| ATP International Series Gold / ATP World Tour 500 Series (6) |
| ATP International Series / ATP World Tour 250 Series (16)     |

| Finále dle povrchu |
| Tvrdý (28)         |
| Antuka (8)         |
| Tráva (2)          |
| Koberec (5)        |

| Č.  | Datum             | Turnaj                     | Povrch      | Partner          | Vítězové                             | Výsledek              |
| 1.  | 20. březen 1994   | Key Biscayne, USA          | tvrdý       | Jared Palmer     | Jacco Eltingh Paul Haarhuis          | 7-6, 7-6              |
| 2.  | 29. leden 1995    | Australian Open, Austrálie | tvrdý       | Daniel Nestor    | Jared Palmer Richey Reneberg         | 6-3, 3-6, 6-3, 6-2    |
| 3.  | 13. srpen 1995    | Cincinnati, USA            | tvrdý       | Daniel Nestor    | Todd Woodbridge Mark Woodforde       | 6-2, 3-0 skreč        |
| 4.  | 21. duben 1996    | Tokio, Japonsko            | tvrdý       | Rick Leach       | Todd Woodbridge Mark Woodforde       | 6-2, 6-3              |
| 5.  | 25. srpen 1996    | Toronto, Kanada            | tvrdý       | Daniel Nestor    | Patrick Galbraith Paul Haarhuis      | 7-6, 6-3              |
| 6.  | 16. únor 1997     | San José, USA              | tvrdý (h)   | Daniel Nestor    | Brian MacPhie Gary Muller            | 4-6, 7-6, 7-5         |
| 7.  | 30. březen 1997   | Miami, USA                 | tvrdý       | Daniel Nestor    | Todd Woodbridge Mark Woodforde       | 7-6, 7-6              |
| 8.  | 7. červen 1998    | French Open, Francie       | antuka      | Daniel Nestor    | Jacco Eltingh Paul Haarhuis          | 6-3, 3-6, 6-3         |
| 9.  | 23. srpen 1998    | Indianapolis, USA          | tvrdý       | Daniel Nestor    | Jiří Novák David Rikl                | 6-2, 7-6              |
| 10. | 13. září 1998     | US Open, USA               | tvrdý       | Daniel Nestor    | Sandon Stolle Cyril Suk              | 4-6, 7-6, 6-2         |
| 11. | 22. listopad 1998 | Tennis Masters Cup, USA    | koberec (h) | Daniel Nestor    | Jacco Eltingh Paul Haarhuis          | 6-4, 6-2, 7-5         |
| 12. | 7. březen 1999    | Scottsdale, USA            | tvrdý       | Sandon Stolle    | Justin Gimelstob Richey Reneberg     | 6-4, 6-7(4), 6-3      |
| 13. | 16. duben 2000    | Atlanta, USA               | antuka      | Justin Gimelstob | Ellis Ferreira Rick Leach            | 6-3, 6-4              |
| 14. | 24. únor 2002     | Rotterdam, Nizozemsko      | tvrdý (h)   | Daniel Nestor    | Roger Federer Max Mirnyj             | 4-6, 6-3, 10-4        |
| 15. | 10. březen 2002   | Scottsdale, USA            | tvrdý       | Daniel Nestor    | Bob Bryan Mike Bryan                 | 7-5, 7-6(6)           |
| 16. | 9. červen 2002    | French Open, Francie       | antuka      | Daniel Nestor    | Paul Haarhuis Jevgenij Kafelnikov    | 7-5, 6-4              |
| 17. | 7. červenec 2002  | Wimbledon, Anglie          | tráva       | Daniel Nestor    | Jonas Björkman Todd Woodbridge       | 6-1, 6-2, 6-7(7), 7-5 |
| 18. | 4. srpen 2002     | Toronto, Kanada            | tvrdý       | Daniel Nestor    | Bob Bryan Mike Bryan                 | 4-6, 7-6(1), 6-3      |
| 19. | 13. říjen 2002    | Lyon, Francie              | koberec (h) | Daniel Nestor    | Wayne Black Kevin Ullyett            | 6-4, 3-6, 7-6(3)      |
| 20. | 27. říjen 2002    | Basilej, Švýcarsko         | koberec (h) | Daniel Nestor    | Bob Bryan Mike Bryan                 | 7-6(1), 7-5           |
| 21. | 5. leden 2003     | Dauhá, Katar               | tvrdý       | Daniel Nestor    | Martin Damm Cyril Suk                | 6-4, 7-6(8)           |
| 22. | 26. leden 2003    | Australian Open, Austrálie | tvrdý       | Daniel Nestor    | Michaël Llodra Fabrice Santoro       | 6-4, 3-6, 6-3         |
| 23. | 13. červen 2004   | Queen's Club, Anglie       | tráva       | Daniel Nestor    | Bob Bryan Mike Bryan                 | 6-4, 6-4              |
| 24. | 13. únor 2005     | Marseille, Francie         | tvrdý (h)   | Daniel Nestor    | Martin Damm Radek Štěpánek           | 7-6(4), 7-6(5)        |
| 25. | 6. listopad 2005  | Paříž, Francie             | koberec (h) | Daniel Nestor    | Bob Bryan Mike Bryan                 | 6-4, 6-7(3), 6-4      |
| 26. | 19. únor 2006     | Marseille, Francie         | tvrdý (h)   | Daniel Nestor    | Martin Damm Radek Štěpánek           | 6-2, 6-7(4), 10-3     |
| 27. | 5. březen 2006    | Dubaj, SAE                 | tvrdý       | Daniel Nestor    | Paul Hanley Kevin Ullyett            | 1-6, 6-2, 10-1        |
| 28. | 21. květen 2006   | Hamburg, Německo           | antuka      | Daniel Nestor    | Paul Hanley Kevin Ullyett            | 6-2, 7-6(8)           |
| 29. | 22. říjen 2006    | Madrid, Španělsko          | tvrdý (h)   | Daniel Nestor    | Bob Bryan Mike Bryan                 | 7-5, 6-4              |
| 30. | 19. listopad 2006 | Šanghaj, Čína              | tvrdý (h)   | Daniel Nestor    | Jonas Björkman Max Mirnyj            | 6-2, 6-4              |
| 31. | 14. leden 2007    | Sydney, Austrálie          | tvrdý       | Daniel Nestor    | Paul Hanley Kevin Ullyett            | 6-4, 6-7(3), 10-6     |
| 32. | 18. únor 2007     | Marseille, Francie         | tvrdý (h)   | Daniel Nestor    | Arnaud Clément Michaël Llodra        | 7-5, 4-6, 10-8        |
| 33. | 16. duben 2007    | Houston, USA               | antuka      | Daniel Nestor    | Bob Bryan Mike Bryan                 | 7-6(3), 6-4           |
| 34. | 28. říjen 2007    | Basilej, Švýcarsko         | tvrdý (h)   | James Blake      | Mike Bryan Bob Bryan                 | 6-1, 6-1              |
| 35. | 26. březen 2008   | Miami, USA                 | tvrdý       | Mahesh Bhupathi  | Bob Bryan Mike Bryan                 | 6-2, 6-2              |
| 36. | 27. duben 2008    | Monte Carlo, Monako        | antuka      | Mahesh Bhupathi  | Rafael Nadal Tommy Robredo           | 6-3, 6-3              |
| 37. | 23. srpen 2008    | New Haven, USA             | tvrdý       | Mahesh Bhupathi  | Marcelo Melo André Sá                | 7-5, 6-2              |
| 38. | 19. říjen 2008    | Madrid, Španělsko          | tvrdý (h)   | Mahesh Bhupathi  | Mariusz Fyrstenberg Marcin Matkowski | 6-4, 6-2              |
| 39. | 31. leden 2009    | Australian Open, Austrálie | tvrdý       | Mahesh Bhupathi  | Bob Bryan Mike Bryan                 | 2-6, 7-5, 6-0         |
| 40. | 26. duben 2009    | Barcelona, Španělsko       | antuka      | Mahesh Bhupathi  | Daniel Nestor Nenad Zimonjić         | 6-3, 7-6(9)           |
| 41. | 13. září 2009     | US Open, USA               | tvrdý       | Mahesh Bhupathi  | Lukáš Dlouhý Leander Paes            | 3-6, 6-3, 6-2         |
| 42. | 11. říjen 2009    | Peking, Čína               | tvrdý       | Andy Roddick     | Bob Bryan Mike Bryan                 | 6-4, 6-2              |
| 43. | 25. duben 2010    | Barcelona, Španělsko       | antuka      | Lleyton Hewitt   | Daniel Nestor Nenad Zimonjić         | 4-6, 6-3, 10-6        |

## Davisův pohár
Mark Knowles se zúčastnil 29 zápasů v Davisově poháru  za tým Baham s bilancí 23-25 ve dvouhře a 18-7 ve čtyřhře.

## Postavení na žebříčku ATP na konci sezóny

### Dvouhra
| Rok    | 1987 | 1988   | 1989   | 1990 | 1991   | 1992   | 1993   | 1994   | 1995   | 1996   | 1997   | 1998   | 1999   | 2000   | 2001    |
| Pořadí | 918. | ▲ 728. | ▲ 434. | ▼ x  | ▲ 312. | ▲ 255. | ▲ 175. | ▼ 224. | ▲ 147. | ▲ 126. | ▼ 259. | ▼ 276. | ▲ 237. | ▼ 333. | ▼ 1303. |

### Čtyřhra
| Rok    | 1988 | 1989   | 1990 | 1991   | 1992   | 1993  | 1994  | 1995 | 1996 | 1997  | 1998 | 1999  | 2000  | 2001  | 2002 | 2003 | 2004 | 2005 | 2006 | 2007 | 2008 | 2009 |
| Pořadí | 959. | ▲ 316. | ▼ x  | ▲ 534. | ▲ 164. | ▲ 67. | ▲ 27. | ▲ 7. | ▬ 7. | ▼ 19. | ▲ 9. | ▼ 35. | ▼ 48. | ▲ 19. | ▲ 1. | ▼ 8. | ▲ 1. | ▼ 7. | ▲ 5. | ▲ 4. | ▼ 7. | ▲ 5. |